# Iscrizione runica Ög 179
La Pietra runica classificata come Iscrizione runica Ög 179 è posta nella zona est del monastero di Vadstena, in Svezia. La pietra è alta circa 193 cm.
Le prime informazioni su questa pietra indicano che era originariamente collocata presso il lago Vättern. Quando fu spostata nell'attuale posizione si scoprì che le onde cancellarono le rune nella parte inferiore della pietra.